# Typhlodromips similis
Typhlodromips similis är en spindeldjursart som först beskrevs av Koch 1839.  Typhlodromips similis ingår i släktet Typhlodromips och familjen Phytoseiidae. Inga underarter finns listade i Catalogue of Life.